# Geografia dell'Uzbekistan

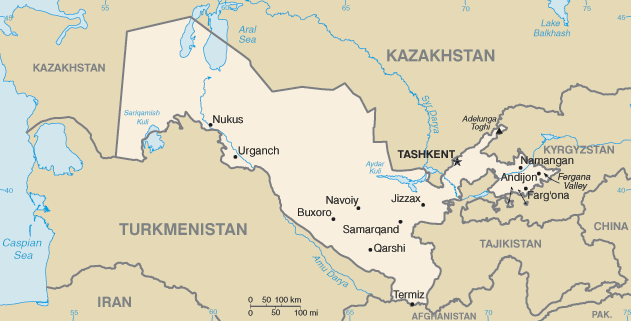

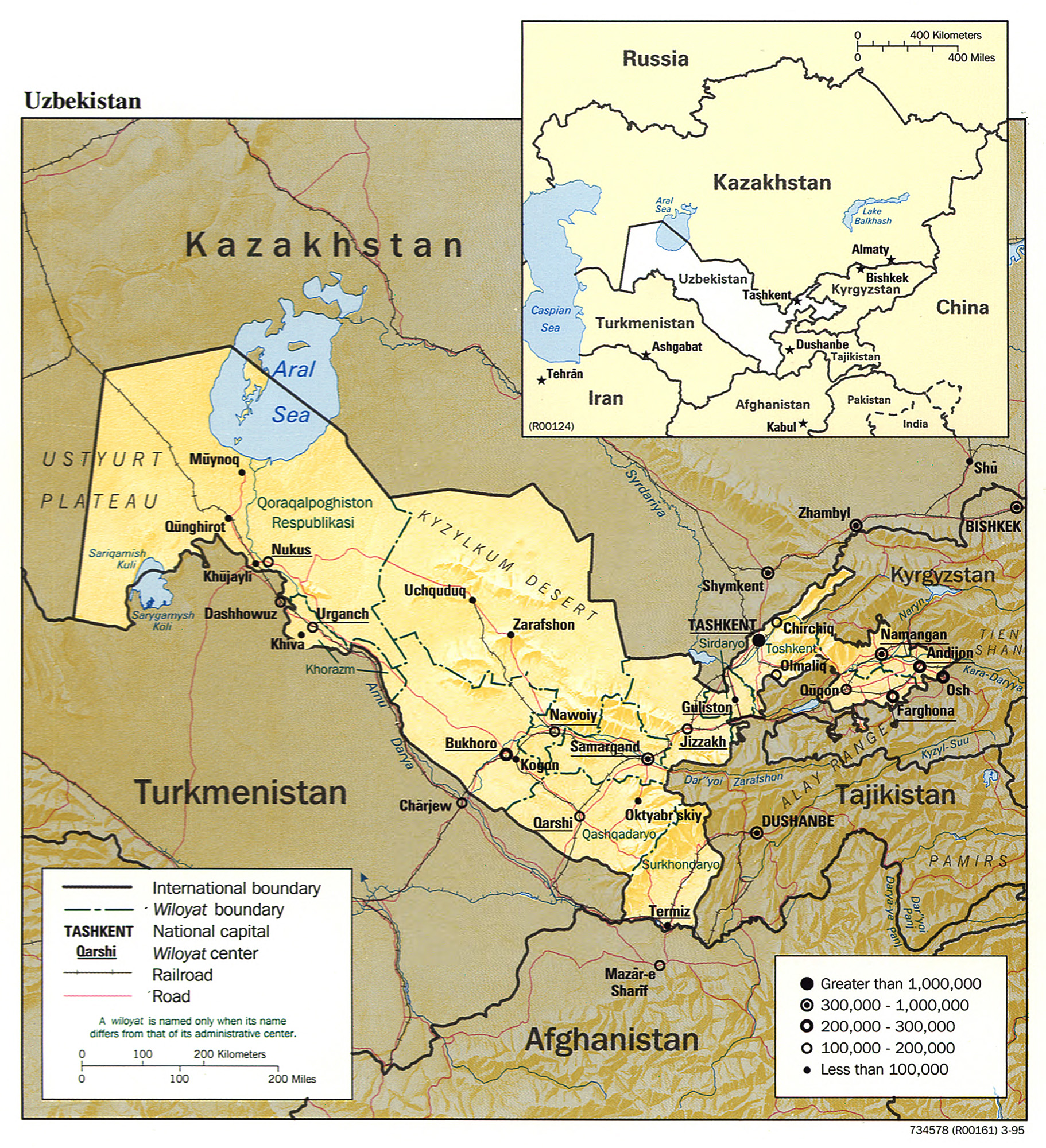
Carta dettagliata dell'Uzbekistan (1995).

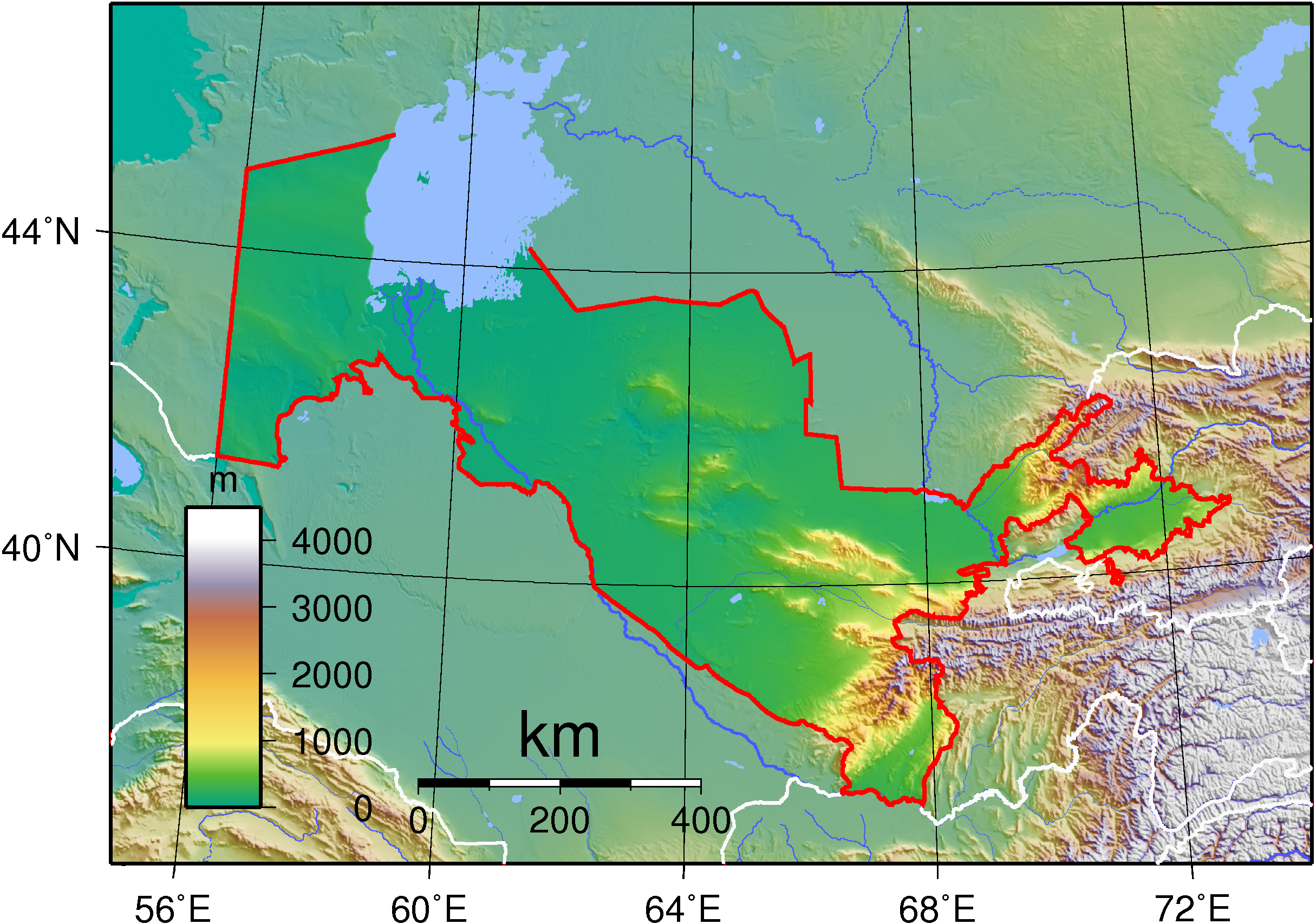
Topografia dell'Uzbekistan.

Classificazione Köppen dei climi dell'Uzbekistan.

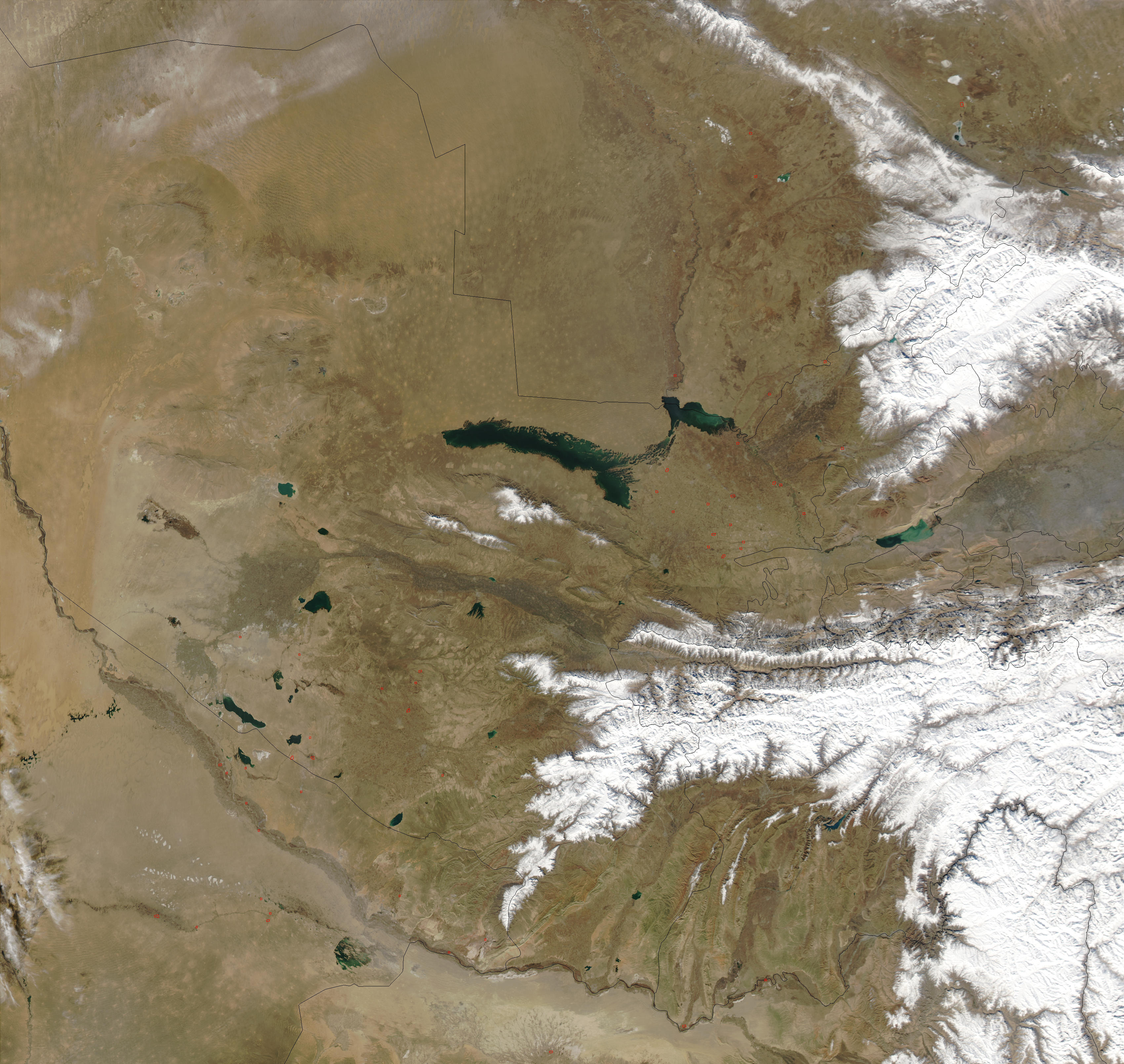
Uzbekistan (febbraio 2003). I puntini rossi indicano incendi boschivi.

L'Uzbekistan, ufficialmente Repubblica dell'Uzbekistan (in uzbeko O'zbekiston o O'zbekiston Respublikasi), è un paese dell'Asia centrale. Il suo territorio è situato prevalentemente tra due grandi fiumi, il Syr Darya (l'antico Iassarte) a nord-est e l'Amu Darya (l'antico Osso) a sud-ovest, che tuttavia solo in parte ne delimitano i confini. L'Uzbekistan confina con il Kazakistan a nord-ovest e a nord, con il Kirghizistan e il Tagikistan a est e a sud-est, con l'Afghanistan a sud e con il Turkmenistan a sud-ovest. La repubblica autonoma del Qoraqalpoghiston (Karakalpakstan) è situata nella parte occidentale del paese. Il governo sovietico istituì la Repubblica Socialista Sovietica Uzbeka come repubblica costituente (unità) dell'URSS nel 1924; l'Uzbekistan dichiarò la propria indipendenza dall'Unione Sovietica il 31 agosto 1991. La capitale è Tashkent (Toshkent).

## Morfologia
Quasi quattro-quinti del territorio dell'Uzbekistan, l'area occidentale arroventata dal sole, hanno l'aspetto di una landa desolata. Nel nord-ovest il bassopiano turanico si innalza fino a 60–90 m di altezza intorno al lago d'Aral nel Qoraqalpoghiston. Questo territorio si fonde a sud nel deserto del Kyzylkum (in uzbeko: Qizilqum) e più a ovest diviene l'altopiano di Ustyurt, una regione di creste poco elevate, paludi salmastre, inghiottitoi e caverne.
A sud-est del lago d'Aral, piccole colline interrompono la monotonia del pianeggiante deserto del Kyzylkum, e, molto più a est, una serie di creste montuose interrompe la linearità del territorio dell'Uzbekistan. Il Tien Shan occidentale comprende le catene dei monti Karzhantau, Ugam e Pskem, gli ultimi dei quali culminanti a 4299 m con il monte Beshtor, il punto più elevato del paese. Fanno parte del Tien Shan occidentale anche i monti Chatkal e Kurama. I monti Gissar (Hissar) e Alay si stagliano attraverso la valle di Fergana (Farghona), situata a sud del Tien Shan occidentale. Il deserto di Mirzachol, a sud-ovest di Tashkent, giace tra gli ultimi contrafforti del Tien Shan a nord e le catene dei monti Turkestan, Malguzar e Nuratau a sud. Nell'Uzbekistan centro-meridionale si apre verso ovest la valle dello Zeravshan; le città di Samarcanda (Samarqand) e Bukhara (Bukhoro) abbelliscono questo antico centro culturale.

## Idrografia
La disastrosa diminuzione della portata dei due fiumi storici - il Syr Darya e l'Amu Darya - ha apportato rapidi cambiamenti al lago d'Aral e ha alterato enormemente il delta dell'Amu Darya. La maggior parte dei rami del delta si sono prosciugati, e il lago d'Aral, un tempo il quarto specchio d'acqua interno più grande del mondo, ha perso più dei tre quinti del suo volume e circa due quinti della sua estensione a partire dal 1961. In alcuni luoghi le sponde del lago sono arretrate di oltre 120 km. A nord, così come a est, vaste distese poco profonde di acqua stagnante si sono separate dallo specchio principale dell'Aral, tagliate fuori dai banchi di sabbia che sono emersi in seguito all'abbassamento del livello dell'acqua, che è sceso di circa 13,5 m tra il 1961 e il 1992.
L'uso eccessivo delle acque del Syr Darya e dell'Amu Darya, sia in agricoltura che nell'industria, ha provocato questo pericoloso declino. Il Syr Darya smise di apportare quantità apprezzabili di acqua al lago d'Aral già a partire dal 1978 circa, mentre l'Amu Darya continua ogni anno ad apportare appena 1–5 km³ d'acqua, ben poca cosa rispetto ai 15,4 km³ che trasportava nel 1959. I fiumi meridionali che confluiscono nell'Amu Darya - il Surkhan e lo Sherabad, seguiti dallo Zeravshan e dal Kashka - contribuiscono solo in minima parte alla sua portata, e gli ultimi due perdono le proprie acque nel deserto. Il Syr Darya, il secondo fiume più grande dell'Uzbekistan, assume il suo nome in questo paese dalla confluenza tra i fiumi Naryn e Qoradaryo.
Il prelievo delle acque dell'Amu Darya e del Syr Darya ha portato all'innalzamento della salinità del lago, che ha anche sofferto un tremendo inquinamento da parte degli insetticidi e dei fertilizzanti chimici utilizzati durante questi ultimi decenni. Questo inquinamento chimico e la diminuzione del livello delle acque ha segnato la fine dell'industria ittica, un tempo fiorente, ridotto in secca la maggior parte delle navi che in passato operavano tra le rive dell'Aral, e contaminato vaste aree intorno al lago con una letale polvere salata. Questa, a sua volta, ha avvelenato la vegetazione e l'acqua potabile e, fatto ancora più grave, ha influito la salute e il sostentamento della popolazione umana attorno alle sponde del lago d'Aral.

## Clima
Spiccata aridità e giornate soleggiate caratterizzano la regione, mentre ogni anno cadono in media appena 200 mm di pioggia. La maggior parte delle piogge cade in inverno e primavera, con livelli più alti sui monti e minimi sui deserti. La temperatura media di luglio è di 32 °C, ma a Tashkent e altrove la temperatura diurna dell'aria oltrepassa frequentemente i 40 °C. L'estenuante calore estivo di Bukhara contrasta con le più fresche temperature dei monti. Con lo scopo di venire incontro a questa situazione climatica, gli uzbeki prediligono case con finestre poste lontano dal sole ma aperte su portici e cortili alberati che si dipartono dalle strade.
Anche se l'Uzbekistan è attraversato da più di 600 corsi d'acqua, il clima ne influenza fortemente la portata, poiché l'acqua dei fiumi va persa rapidamente attraverso l'evaporazione e la filtrazione o viene deviata nei sistemi di irrigazione.

## Flora e fauna
La vegetazione spontanea in Uzbekistan varia in gran parte a seconda dell'altitudine. I bassopiani dell'ovest hanno una scarsa copertura vegetale di carici del deserto ed erbe. Le più elevate regioni pedemontane dell'est sono ideali per l'erba, e sulle colline compaiono foreste e boscaglie. Le foreste coprono meno del 12 per cento della superficie dell'Uzbekistan. La vita animale nei deserti e nelle pianure comprende roditori, volpi, lupi e occasionali gazzelle e antilopi. Cinghiali, caprioli, orsi, lupi, stambecchi siberiani e alcune linci vivono sulle alte montagne.